# Университет имени Гамаля Абдель Насера (Конакри)
Университет имени Гамаля Абдель Насера (фр. L'Université Gamal Abdel Nasser de Conakry, UGANC) — крупнейший университет в Гвинее, расположен в коммуне Диксинн, Конакри, столице Гвинеи. Название обычно сокращается до Университета Конакри.

## История
Университет был основан в 1962 году как Политехнический институт Конакри, первое высшее учебное заведение в Гвинее при содействии Советского Союза. Он был создан в период поступательного экономического развития страны после обретения независимости. В 1970 году название института было изменено на Политехнический институт Конакри имени Гамаля Абдель Насера (IPGAN) в честь популярного президента Египта Гамаля Абдель Насера. В 1989 году он был снова переименован, на этот раз в Университет Конакри имени Гамаля Абдель Насера (Université Gamal Abdel Nasser de Conakry).
В 1965 году отдельная Высшая административная школа была включена в состав Политехнического института.
По состоянию на 2007 год в университете есть компьютерная сеть на территории кампуса с волоконно-оптической магистралью и кабелями 100BaseT Ethernet. Агентство США по международному развитию помогло настроить сеть и подключение к интернету. Каждый факультет предоставляет лабораторию с 5-9 компьютерами для преподавателей и студентов, но это соотношение составляет всего один персональный компьютер на сотню пользователей, по состоянию на 2007 год. Предлагаются университетские онлайн-курсы.
В 2002 году вступительные экзамены в университет были отменены.

## Факультеты
В университете было 13 школ и факультетов, в том числе медицинский. В настоящее время в нём есть Факультет медицины, фармации и стоматологии (фр. Faculté de Médecine, Pharmacie et Odontostomatologie) с кафедрами для каждой из трёх дисциплин; факультет естественных наук с кафедрами биологии, химии, математики и физики; Центр экологических исследований; Центр информатики; Политехнический институт с кафедрами электротехники, гражданского строительства, вычислительной техники, химической инженерии, промышленной инженерии и технического обслуживания, машиностроения и телекоммуникаций. 21 сентября 2015 года в Конакри был подписан протокол о соглашении между Гвинеей и Институтом Пастера о создании Гвинейского Института Пастера, который станет независимым отделением Университета Конакри.
Herbier National De Guinée, национальный гербарий Гвинеи, также находится в университете.